# 8224 Fultonwright
8224 Fultonwright este un asteroid din centura principală de asteroizi.

## Descriere
8224 Fultonwright a fost descoperit pe 6 august 1996 la Prescott de Paul G. Comba. Asteroidul prezintă o orbită caracterizată de o semiaxă mare de 2,80 ua, o excentricitate de 0,16 și o înclinație de 4,3° în raport cu ecliptica.